# Zambia Consolidated Copper Mines
Zambia Consolidated Copper Mines Ltd (ZCCM) war das größte Unternehmen im Kupferbergbau von Sambia. Es war zu 85 % in Regierungsbesitz. Die übrigen Aktien wurden an der Börse in Lusaka, London und Paris (Euronext) gehandelt. Zambia Consolidated Copper Mines ist im Zuge der Privatisierung in Teilen übergegangen an Zambia Consolidated Copper Mines Investment Holdings (ZCCM-IH) und private Investoren.
ZCCM wurde sukzessive mit der Nationalisierung des Kupferbergbaus aufgebaut, die im Januar 1970 begann.
Eine grundsätzliche Strukturveränderung in der sambischen Wirtschaft vollzog sich mit der Mulungushi Reform im April 1968: Die Regierung erklärte ihre Absicht, von bestimmten Unternehmen Aktien zu erwerben, für gewöhnlich 51 Prozent, die dann von der halbstaatlichen Industrial Development Corporation (INDECO) kontrolliert werden sollten. Im Januar 1970 erwarb die sambische Regierung die Aktienmehrheit der sambischen Unternehmen der beiden ausländischen Konzerne Anglo American Corporation und The Rhodesia Selection Trust (RST), wofür diese beiden die Nchanga Consolidated Copper Mines (NCCM) und die Roan Consolidated Mines (RCM) erhielten. Danach rief die sambische Regierung ein weiteres halbstaatliches Unternehmen ins Leben, die Mining Development Corporation (MINDECO). Schließlich kam noch die Finance and Development Corporation (FINDECO) hinzu, die es der sambischen Regierung erlaubte, die Kontrolle über die Versicherungen und den Bausektor zu gewinnen. Die Banken in ausländischem Besitz wie Barclays Bank Zambia, Standard Chartered Bank und Grindlays Bank konnten einer Verstaatlichung erfolgreich Widerstand leisten. 1971 wurden INDECO, MINDECO und FINDECO unter einer halbstaatlichen Dachgesellschaft, der Zambia Industrial and Mining Corporation (ZIMCO), zusammengefasst, die damit zu einem der größten Unternehmen in Afrika wurde. Ihr Vorstandsvorsitzender wurde der damalige Präsident Kenneth Kaunda. Die Verträge mit dem Management, das für Anglo American und RST arbeitete, wurden 1973 gekündigt. 1982 wurden NCCM und RCM in der gigantischen Zambia Consolidated Copper Mines Ltd (ZCCM) zusammengefasst.

## Beteiligungen
ZCCM besitzt bedeutende Aktienanteile an den folgenden kupferverarbeitenden und -fördernden Unternehmen:
- Chambeshi Metals (10 %)
- Chibuluma Mines Plc (15 %) in Kalulushi
- Copperbelt Energy Corporation (20 %) in Kitwe
- Kansanshi Mining Plc (20 %)
- Konkola Copper Mines (20,6 %) in Lusaka
- Luanshya Copper Mines Plc (15 %)
- Mopani Copper Mines Plc (10 %)
- Copper Mine bei Solwezi (20 %) in Kansanshi
- Copper Mine (15 %) in Luanshya
- Copper Mine bei Chingola (10 %) in Mufulira
- Copper Mine bei Kitwe (10 %) in Nkana